# Flughafen Galway

i8
i11
i13
Der Flughafen Galway (Galway Airport oder irisch Aerphort na Gaillimhe; IATA-Code: GWY, ICAO-Code: EICM) war ein internationaler Flughafen im irischen Carnmore, etwa 6,5 km östlich der Stadt Galway.

## Geschichte
An der Stelle des Flughafens Galway lag zunächst ein kleines privates Flugfeld, das vom deutschen Geschäftsmann und ehemaligen Luftwaffenoffizier Ernest Steiner angelegt wurde. Im Jahre 1987 wurde der Flughafen durch den Bau eines Terminals und die Erweiterung der Start- und Landebahn auf 1200 m zu einem internationalen Flughafen ausgebaut. Das Jahr 2007 war durch zwei Rekorde geprägt: Einerseits konnte erstmals der 300.000ste Passagier innerhalb eines Jahres begrüßt werden, andererseits wurden im August 2007 erstmals 36.754 Passagiere in einem Monat gezählt.
Der Flughafen wird seit Ende Oktober 2011 nicht mehr von Linienflügen angeflogen. Die letzte Fluggesellschaft, die hier Linienverkehr betrieb, war Aer Arann. Im November 2013 lief die Lizenz für den Flugbetrieb aus und der Galwayer Stadtrat beschloss, das Flughafengelände aufzukaufen und einer anderen Verwendung zuzuführen.

## Technische Ausstattung
Er verfügte über eine asphaltierte Start- und Landebahn (08/26) mit einer Länge von 1220 m und einer Breite von 30 m auf einer Höhe von 25 m ü.d.M. Flughafenbetreiber war Corrib Airport Limited.

## Zwischenfälle
- Am 7. Juli 1980 kollidierte eine Britten-Norman BN-2A-26 Islander der irischen Aer Arann (Luftfahrzeugkennzeichen EI-BBR) auf dem Flughafen Galway bei einem Startabbruch mit einer Mauer. Das Flugzeug wurde irreparabel beschädigt. Alle 5 Insassen überlebten den Unfall.[5]